# Leichtathletik-Weltmeisterschaften 2009/Teilnehmer (Norwegen)
| Gelbes Symbol für Goldmedaillen mit stilisierten Olympischen Ringen | Graues Symbol für Silbermedaillen mit stilisierten Olympischen Ringen | Braundes Symbol für Bronzemedaillen mit stilisierten Olympischen Ringen |
| ------------------------------------------------------------------- | --------------------------------------------------------------------- | ----------------------------------------------------------------------- |
| 2                                                                   | —                                                                     | —                                                                       |

Der norwegische Leichtathletik-Verband stellte 14 Athleten bei den Leichtathletik-Weltmeisterschaften 2009 in Berlin.

## Ergebnisse

### Männer

#### Laufdisziplinen
| Athlet                   | Disziplin        | Vorlauf        | Vorlauf | Viertelfinale | Viertelfinale | Halbfinale | Halbfinale | Finale             | Finale             |
| Athlet                   | Disziplin        | Zeit           | Platz   | Zeit          | Platz         | Zeit       | Platz      | Zeit               | Platz              |
| ------------------------ | ---------------- | -------------- | ------- | ------------- | ------------- | ---------- | ---------- | ------------------ | ------------------ |
| Jaysuma Saidy Ndure      | 100 m            | 10,35 s        | 23      | 10,16 s       | 14            | 10,20 s    | 14         | nicht qualifiziert | nicht qualifiziert |
| Bjørnar Ustad Kristensen | 3000 m Hindernis | 8:28,49 min SB | 20      |               |               |            |            | nicht qualifiziert | nicht qualifiziert |
| Erik Tysse               | 20 km Gehen      |                |         |               |               |            |            | 1:20:38 h          | 6                  |
| Erik Tysse               | 50 km Gehen      |                |         |               |               |            |            | DNF                | DNF                |
| Trond Nymark             | 50 km Gehen      |                |         |               |               |            |            | 3:41:16 h NR       | Gold               |

#### Sprung/Wurf
| Athlet              | Disziplin  | Qualifikation | Qualifikation | Finale             | Finale             |
| Athlet              | Disziplin  | Weite/Höhe    | Platz         | Weite/Höhe         | Platz              |
| ------------------- | ---------- | ------------- | ------------- | ------------------ | ------------------ |
| Gaute Myklebust     | Diskuswurf | 60,80 m       | 17            | nicht qualifiziert | nicht qualifiziert |
| Andreas Thorkildsen | Speerwurf  | 80,37 m       | 6             | 89,59 m SB         | Gold               |

### Frauen

#### Laufdisziplinen
| Athletin                  | Disziplin        | Vorlauf      | Vorlauf | Viertelfinale | Viertelfinale | Halbfinale         | Halbfinale         | Finale             | Finale             |
| Athletin                  | Disziplin        | Zeit         | Platz   | Zeit          | Platz         | Zeit               | Platz              | Zeit               | Platz              |
| ------------------------- | ---------------- | ------------ | ------- | ------------- | ------------- | ------------------ | ------------------ | ------------------ | ------------------ |
| Ezinne Okparaebo          | 100 m            | 11,35 s      | 8       | 11,44 s       | 19            | nicht qualifiziert | nicht qualifiziert | nicht qualifiziert | nicht qualifiziert |
| Christina Vukicevic       | 100 m Hürden     | 12,95 s      | 15      |               |               | 13,00 s            | 16                 | nicht qualifiziert | nicht qualifiziert |
| Silje Fjørtoft            | 3000 m Hindernis | 10:01,04 min | 40      |               |               |                    |                    | nicht qualifiziert | nicht qualifiziert |
| Karoline Bjerkeli Grøvdal | 3000 m Hindernis | 9:48,47 min  | 32      |               |               |                    |                    | nicht qualifiziert | nicht qualifiziert |
| Kjersti Plätzer           | 20 km Gehen      |              |         |               |               |                    |                    | DSQ                | DSQ                |

#### Sprung/Wurf
| Athletin           | Disziplin  | Qualifikation | Qualifikation | Finale             | Finale             |
| Athletin           | Disziplin  | Weite/Höhe    | Platz         | Weite/Höhe         | Platz              |
| ------------------ | ---------- | ------------- | ------------- | ------------------ | ------------------ |
| Stine Kufaas       | Hochsprung | 1,85 m        | 28            | nicht qualifiziert | nicht qualifiziert |
| Margrethe Renstrøm | Weitsprung | 6,31 m        | 24            | nicht qualifiziert | nicht qualifiziert |

#### Siebenkampf
| Athletin      | Disziplin | 100 m Hürden | Hochsprung | Kugelstoßen | 200 m   | Weitsprung | Speerwurf | 800 m       | Punkte | Platz |
| ------------- | --------- | ------------ | ---------- | ----------- | ------- | ---------- | --------- | ----------- | ------ | ----- |
| Ida Marcussen | Ergebnis  | 14,51 s      | 1,65 m     | 12,71 m     | 25,59 s | NMW        | 50,02 m   | 2:13,81 min | 5014   | 25    |
| Ida Marcussen | Punkte    | 907          | 795        | 708         | 833     | 0          | 861       | 910         | 5014   | 25    |